# 789

## Esdeveniments
- Regne d'Astúries: Beremund I el Diaca és proclamat rei d'Astúries a la mort del seu predecessor Mauregat I.
- Magrib: Idrís I al-Àkbar estableix el primer regne del Marroc i funda la dinastia Idríssida, que governarà fins al 974.
- Marroc: Idrís I funda la ciutat de Fes.
- Japó: Ki no Kosami és nomenat shōgun.

## Necrològiques
- Regne d'Astúries: Mauregat I, rei.